# Le Porte-plume
Pour plus de détails, voir Fiche technique et Distribution.
 Le Porte-plume est un court métrage d'animation réalisé par Marie-Christine Perrodin et sorti en 1989.
Il a remporté le César du meilleur court métrage d'animation en 1990.

## Synopsis
Un petit garçon laisse voguer son imagination pendant un cours de dessin.

## Fiche technique
- Réalisation : Marie-Christine Perrodin
- Assistant réalisateur : Jean-Christophe Delpias
- Musique : Per-Olof Renard
- Image : Éric Gautier
- Technique : mélange d'images réelles et d'animation
- Durée : 9 minutes

## Distinctions
- 1989 : Prix Jean-Vigo
- 1990 : César du meilleur court métrage d'animation[1]
- 1990 : Primé au Festival international du court-métrage de Clermont-Ferrand

## Distribution
- Sébastien Ducret
- Janine Souchon